# Messini
Messini (græsk: Μεσσήνη, før 1867: Νησί Nisi) er en kommunal enhed (dimotiki enotita) og administrationsby (edra) i kommunen (dimos) Messini i den regionale enhed (perifereiaki enotita) Messenien i regionen (perifereia) Peloponnes, en af de 13 periferier (regioner), som Grækenland er blevet inddelt i.  Før 2011 var det samme hierarki gældende i henhold til lov 2539 fra 1997, Kapodistrias-planen, bortset fra at Messenia var en nomos og den kommunale enhed var en lokalitet (topiko diamerisma). Dimos eksisterede under begge love, men ikke med de samme bestanddele.
Messini (moderne udtale) skal ikke forveksles med sin antikke navnebror, Messene, der ligger 15 km mod nord i skyggen af bjerget Ithome. Det antikke Messene er et lige så stort, men forladt ruinområde, der delvist er optaget af den lille landsby Mavrommati (ikke at forveksle med Mavrommati Pamisou, eller blot Pamisou, nord for den moderne by).  Messini blev ikke gradvist til og blev heller ikke skabt ved befolkningsoverførsel fra det antikke Messene.